# 江底乡 (龙胜县)
江底乡，是中华人民共和国广西壮族自治区桂林市龙胜各族自治县下辖的一个乡镇级行政单位。

## 行政区划
江底乡下辖以下地区：
江底村、泥塘村、建新村、李江村、城岭村、龙塘村、地林村和围子村。